# Autorité organisatrice des transports urbains d'Alger
L'Autorité organisatrice des transports urbains d'Alger (AOTU-A) est un établissement public à caractère industriel algérien assurant l'organisation, le développement et la coordination des transports en commun dans la wilaya d'Alger. Placée sous la tutelle du Ministère des Transports algériens, l'AOTU-A a été créée par décret le 25 avril 2012.

## Historique
Le décret exécutif no 12-109 du 6 mars 2012 fixe l'organisation, le fonctionnement et les missions de l'autorité organisatrice des transports urbains (AOTU) en Algérie. Cette autorité a le statut juridique d'établissement public à caractère industriel et commercial, doté de la personnalité morale et de l’autonomie financière ; elle est placée sous l'autorité du Ministère des Transports algérien.
Le décret exécutif no 12-190 du 25 avril 2012 créé neuf autorités organisatrices des transports urbains dans les périmètres des transports urbains des villes d'Alger, Annaba, Batna, Constantine, Mostaganem, Oran, Sidi Bel Abbès, Sétif et Ouargla, au sein de leur wilayas respectives. 
L'Autorité organisatrice des transports urbains d'Alger est mise en place en juin 2015.
En septembre 2019, l'Union européenne a mis en place un jumelage financier avec l'AOTU-A, d'une durée de 2 ans (de 2020 à 2022) et d'un montant d’un million cent mille euros. Ce jumelage a pour but d'aider l'AOTU-A à renforcer ses compétences institutionnelles et à se doter de méthodes et d’outils de suivi de la performance des modes d’exploitation de ses réseaux de transports. Le Centre d'études et d'expertise sur les risques, l'environnement, la mobilité et l'aménagement (Cerema) a été choisi pour mettre en œuvre ce jumelage,.

## Missions
Les principales missions de l'Autorité organisatrice des transports urbains d'Alger sont :
- en matière d’organisation :
  - l’élaboration et la révision des plans de transports urbains de la wilaya d'Alger ;
  - la définition des lignes et des réseaux de transports publics de voyageurs à exploiter ;
  - la coordination des services de l’ensemble des modes de transport public de voyageurs qui interviennent dans le périmètre de transport urbain de l'AOTU-A ;
  - le développement de mesures visant à favoriser l’intermodalité ;
  - la définition d'une politique tarifaire ;

- en matière de développement :
  - la mise en œuvre de programmes d’investissement en matière d’équipements et d’infrastructures spécifiques au transport public urbain ;
  - le développement de l’ingénierie du transport urbain (planification, ingénierie des infrastructures et des équipements, économie des transports).

L'AOTU-A exerce une mission de puissance publique pour le compte de l’État algérien et des collectivités locales dans le cadre de la réglementation, la planification, le contrôle et la tarification des transports en commun dans la wilaya d'Alger.

## Fonctionnement
L'AOTU-A est dotée d'un conseil d'administration composé, entre autres :
- du ministre des transports ou de son représentant ;
- des représentants des ministères de l’Intérieur et des collectivités locales, de l’urbanisme et des travaux publics, de l’aménagement du territoire et de l’environnement, des télécommunications ;
- des représentants de l'Assemblée populaire de wilaya d'Alger et du wali d'Alger.

## Compétences
L'AOTU-A est compétente dans le domaine des transports en commun de la wilaya d'Alger incluant :
- les réseaux de bus opérés par l'Entreprise de transport urbain et suburbain d'Alger (ETUSA) ;
- le métro d'Alger opéré par Métro El Djazaïr, filiale de l'Entreprise Métro d'Alger (EMA) ;
- le tramway d'Alger opéré par la SETRAM, filiale de l'ETUSA, de l'EMA et de RATP Dev ;
- les téléphériques d'Alger opérés par l'Entreprise de transport algérien par câbles (ETAC), filiale de l'EMA, de l'ETUSA et de la société Poma ;
- le réseau ferré de la banlieue d'Alger opéré par la Société nationale des transports ferroviaires (SNTF) ;
- la navette maritime d'Alger, service de bateau-bus exploité par Algérie Ferries, reliant Alger à Aïn Benian, Tipaza et Cherchell.

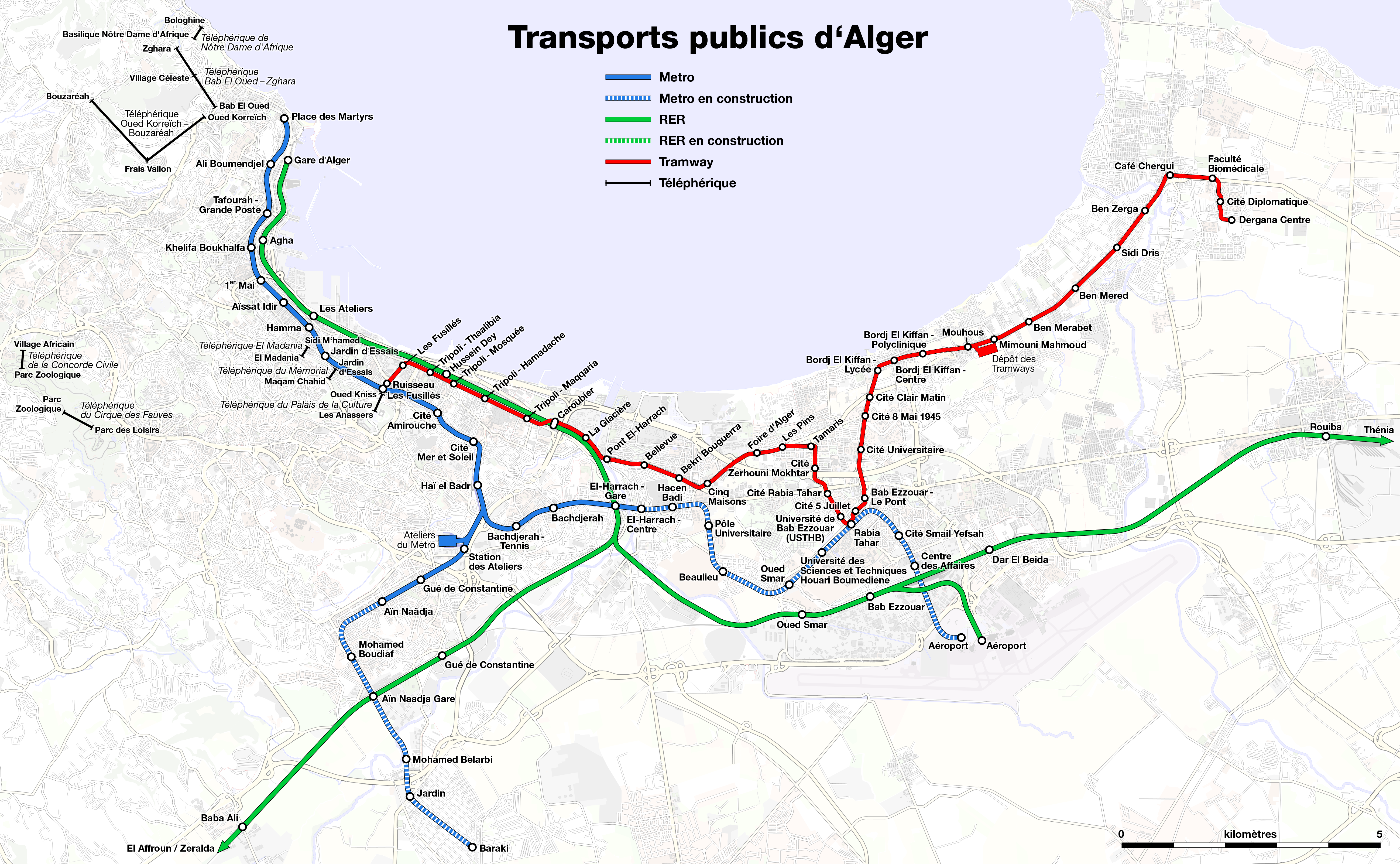
Carte des réseaux de trains, de métro, de tramway et des téléphériques d'Alger et de sa banlieue.